# Stachyridopsis pyrrhops
El timalí barbinegro (Stachyridopsis pyrrhops) es una especie de ave paseriforme de la familia Timaliidae endémica del Himalaya. 

## Distribución y hábitat
Se encuentra únicamente en el Himalaya. Su hábitat natural son los bosques húmedos subtropicales de montaña.